# Qu Bo (escritor)
Qu Bo (chinês simplificado: 曲波, pinyin: Qǔ Bō) (Longkou, 1923 - Pequim, 2002) foi um escritor chinês. Seu nome também pode ser traduzido como Chu Po. Seu primeiro livro, Tracks in the Snowy Forest (Pegadas na Floresta Nevada; 林海雪原) fez dele um dos autores mais populares de seu país. Sua literatura baseia-se principalmente em suas experiências como membro do exército chinês que lutou na Segunda Guerra Sino-Japonesa e na Guerra Civil da China.

## Biografia
Qu Bo nasceu em uma cidade chamada Zaolinzhuang (chinês simplificado: 枣林 庄), no condado de Huang (agora Longkou), a nordeste da província de Shandong. Inicialmente, ele entrou em uma escola particular, onde desenvolveu uma predileção pela escrita chinesa clássica e adaptou excelentes habilidades lingüísticas. Seu pai, Qu Chunyang (chinês simplificado: 曲 春阳) e sua mãe, Qu Liushi (chinês simplificado: 曲 刘氏) possuíam uma pequena empresa têxtil, que teve que fechar após a ascensão dos têxteis ocidentais na China.
Qu Bo era um membro ativo da Associação de Escritores Chineses e foi reconhecido como um dos escritores contemporâneos na história da literatura chinesa. No entanto, ele nunca desistiu de seu trabalho na indústria ferroviária e só se dedicou a escrever artigos e romances em seu tempo livre. Ele viajou para a Rússia, Paquistão e Inglaterra como autor e como diretor industrial. Seus romances foram levados para a tela grande, apresentados na ópera de Pequim e em formatos de televisão.

## Romances
- Tracks in the Snowy Forest (Chinês simplificado: "林海雪原") (1957), Editora de Literatura do Povo 人民 文学 出版社 .7 História de um grupo de soldados no meio de uma missão nas montanhas nevadas, enfrentando uma horda de delinquentes 1.560.000 cópias de (chinês simplificado: "林海雪原") foram impressas durante 1957 e 1964 em três edições. O romance foi traduzido para o inglês, russo, japonês, coreano, vietnamita, mongol, norueguês e árabe. Em 1960, uma adaptação cinematográfica do mesmo foi feita.[7] Outra adaptação, intitulada The Taking of Tiger Mountain, foi lançada em 23 de dezembro de 2014.
- Rugido das Montanhas e dos Mares (Chinês simplificado: "山呼 海啸") (1977), China Youth Press 中国 青年 出版社.[8] Uma história de aventura e romance ambientada na Província de Shandong durante a Segunda Guerra Sino-Japonesa . O romance foi finalizado antes da revolução cultural e sua publicação foi adiada por mais de dez anos.